# Mutinus caninus
Mutinus caninus es una especie de hongo de la familia Phallaceae. Es pequeño y delgado con forma de falo, con una punta oscura. A menudo se encuentra creciendo en pequeños grupos sobre escombros de madera, o en hojarasca, durante el verano y el otoño en Europa, Asia y el este de América del Norte. En general, no se considera comestible, aunque hay informes de que algunas personas consumen los 'huevos' inmaduros.

## Taxonomía
El nombre del género Mutinus era una deidad fálica, Mutuno Tutuno (conocido por los griegos como Priapus), una de las deidades romanas di indigetes a la que las novias romanas dedicaban sacrificios, y caninus significa "parecido a un perro" en latín. Mutinus es el diminutivo de muto, una palabra  latína para pene. Fue descrito inicialmente por  William Hudson (1730–1793), un destacado botánico británico. Sus nombres comunes en francés, falo de chien, satyre des chiens, también insinúan su parecido con un pene de perro. 

## Descripción

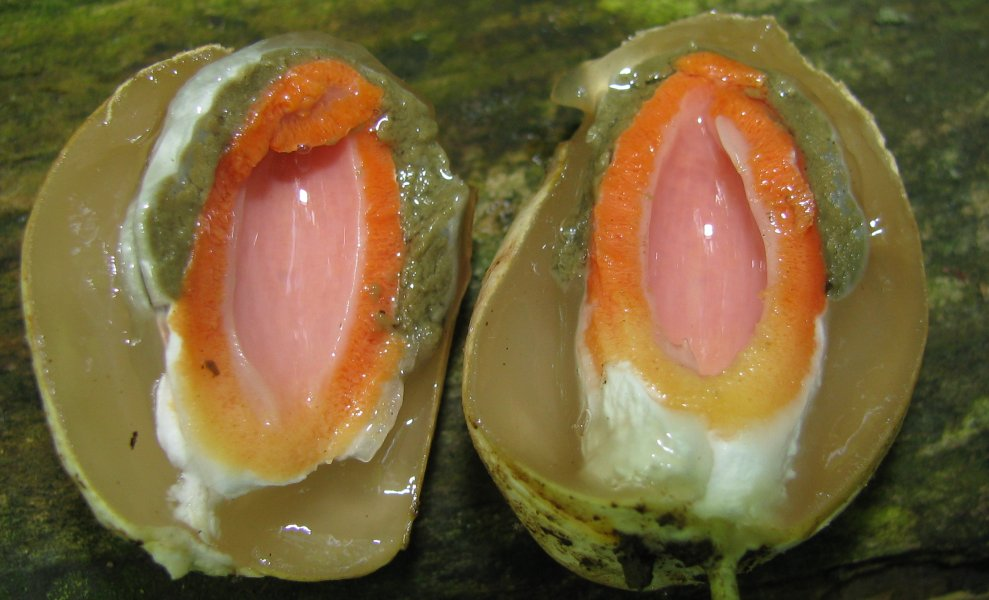
Corte transversal de un 'huevo' inmaduro.

Este pequeño miembro de la familia Phallaceae emerge de un cuerpo fructífero blanco como el huevo que yace medio enterrado en la hojarasca en el suelo del bosque. Los cordones miceliales blancos (rizomorfos) a menudo son visibles debajo de este 'huevo', que mide 2–4 cm de alto y 1–2 cm  de ancho.  El 'huevo' tiene una piel externa dura (peridio), que cubre una capa interna gelatinosa, que a su vez protege el cuerpo fructífero completamente formado, pero sin expandir. Cuando el "huevo" se abre, el hongo se expande rápidamente (generalmente en unas pocas horas), hasta su altura máxima de 10 a 12 cm. Tiene alrededor de 1 cm de grosor y es de color blanco amarillento, amarillo o naranja claro. El huevo partido se retiene como un saco de tipo volva, en la base. La columna es muy frágil, picada y cilíndrica. Tiene un extremo puntiagudo, y generalmente es curva. La punta está cubierta de materia que contiene esporas (gleba), que es una pasta oscura de color marrón oliva, y tiene un olor que es irresistible para los insectos. (Estos insectos ayudan a distribuir las esporas en sus cuerpos y en sus estómagos). Debajo de la masa de esporas, la punta es de color naranja oscuro. Aunque su olor no es tan fuerte como el del Phallus impudicus, se ha indicado que huele a heces de gato.

## Distribución y hábitat
Se encuentra ocasionalmente y es bastante común en Europa, Gran Bretaña y el este de América del Norte. El hongo figura en la lista roja de especies de Ucrania. Ejemplares recolectados en las Islas Canarias son los recolectados en la zona más meridional en el hemisferio norte. También se ha recolectado en Irán, Turquía, y China, incluidos Hebei, Jilin y Guangdong. Aparece desde el verano hasta finales del otoño, y generalmente se encuentra en grupos pequeños; entre hojarasca; en escombros de madera o bordes de caminos arbolados. Puede ocurrir tanto en bosques caducifolios como coníferos. Los cuerpos fructíferos del hongo pueden servir como fuente de alimento para hormigas y desarrollar moscas (Phormia regina).

## Consumo
Es probable que este hongo sea comestible en su estadio de ‘huevo’, pero no se lo recomienda. Existe por lo menos una referencia de que en el este de Estados Unidos se recomienda pelar los 'huevos' y freírlos, lo cual resulta en un sabroso platillo.

## Galería

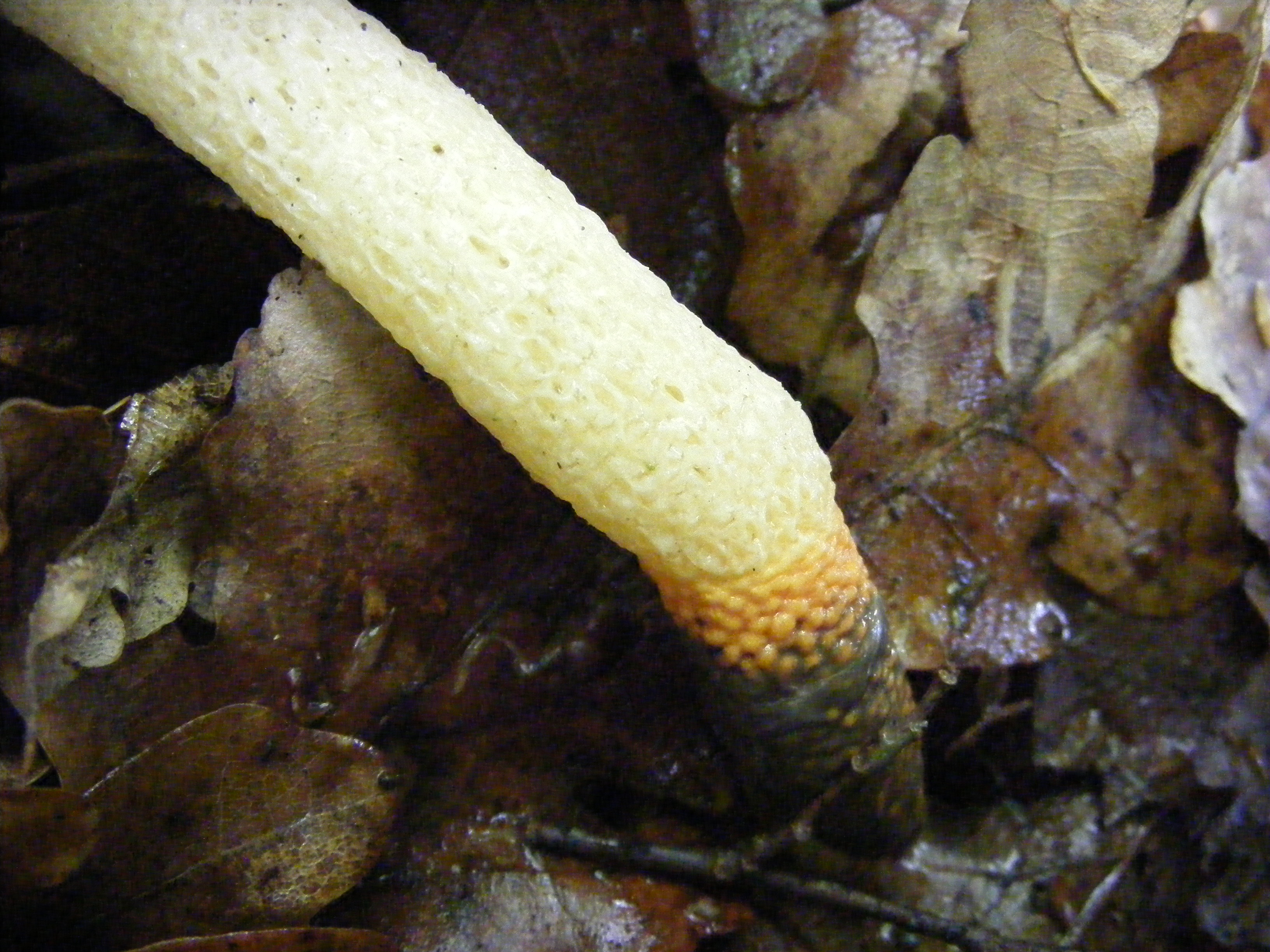
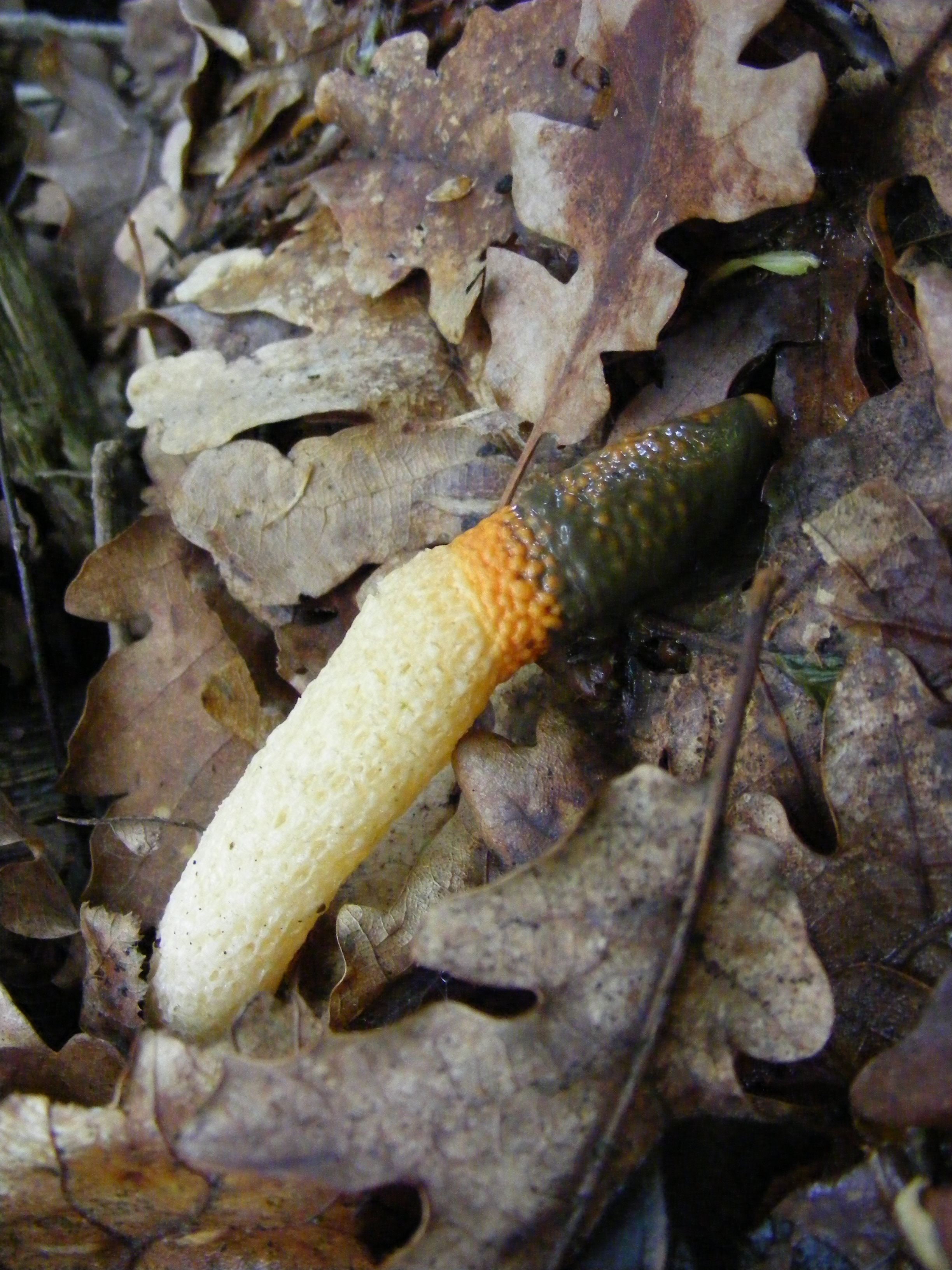
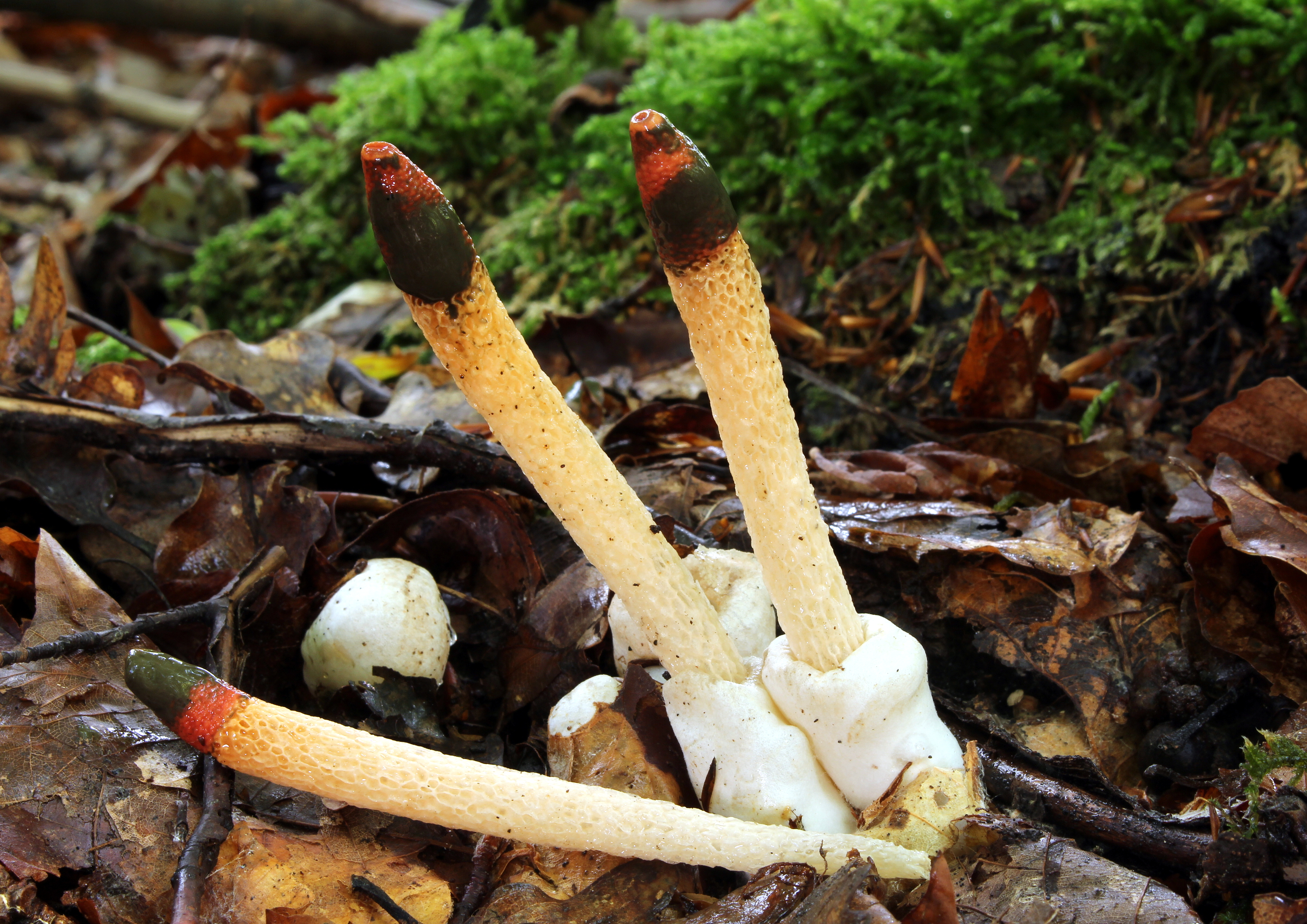
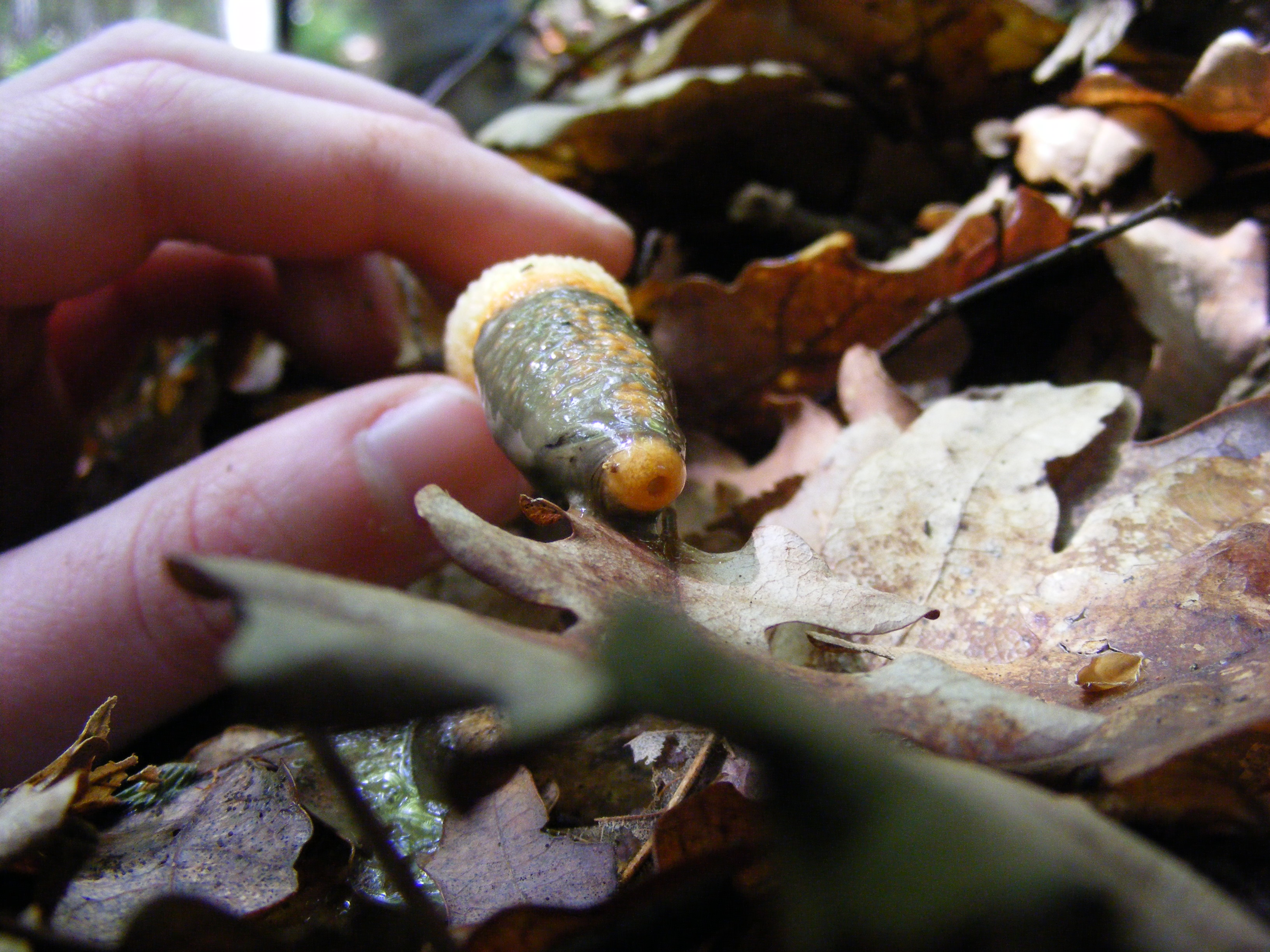
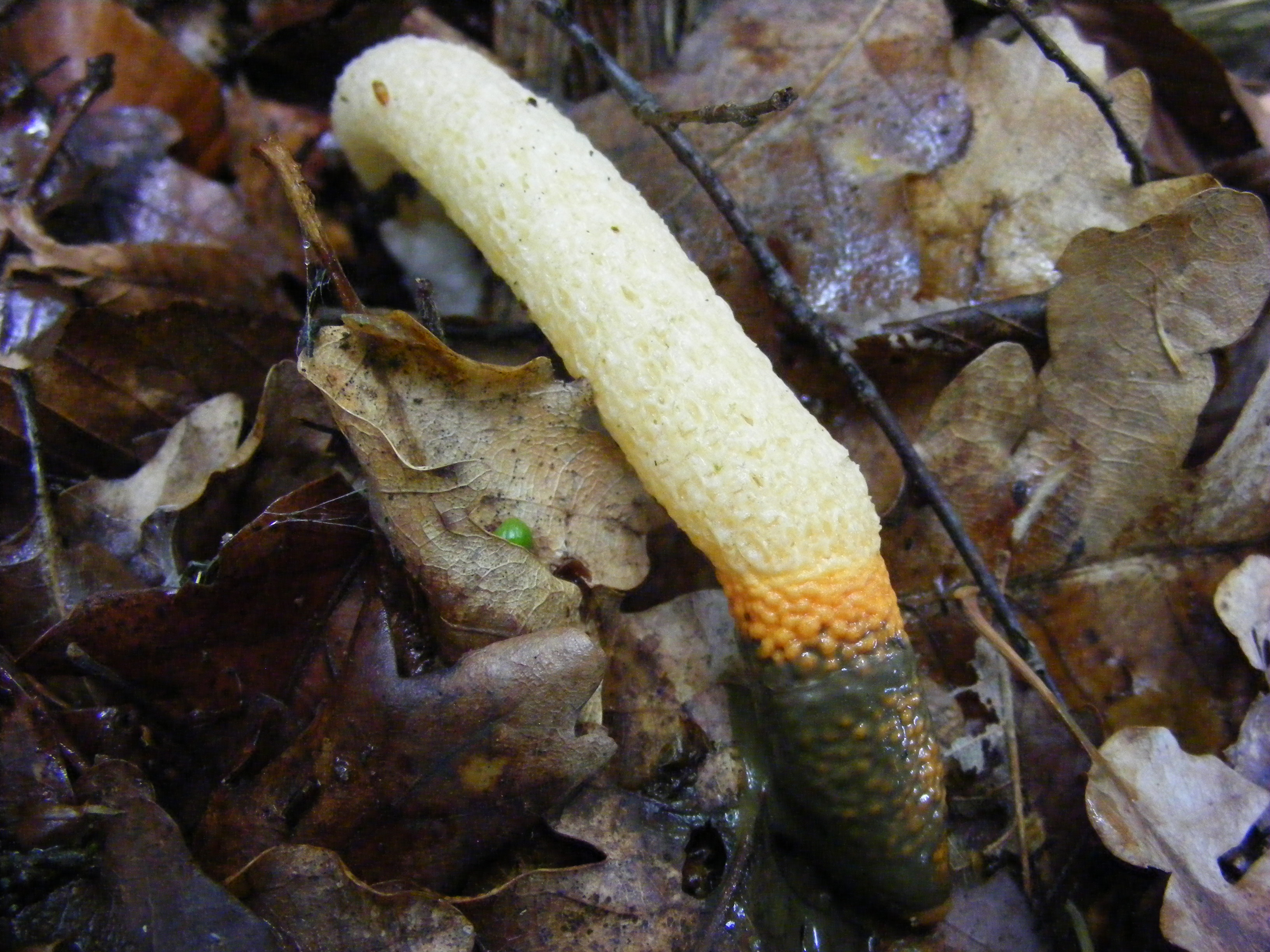
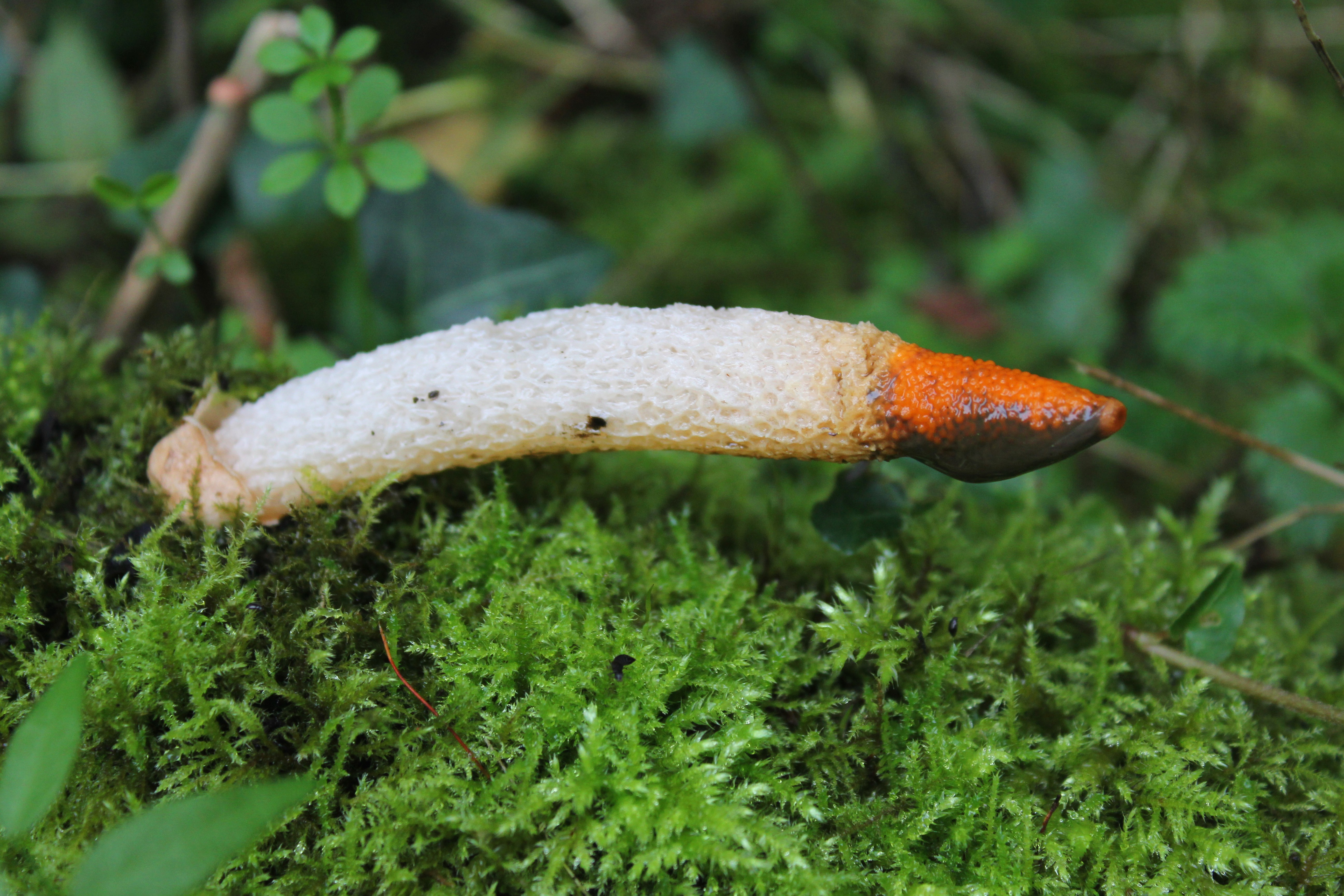
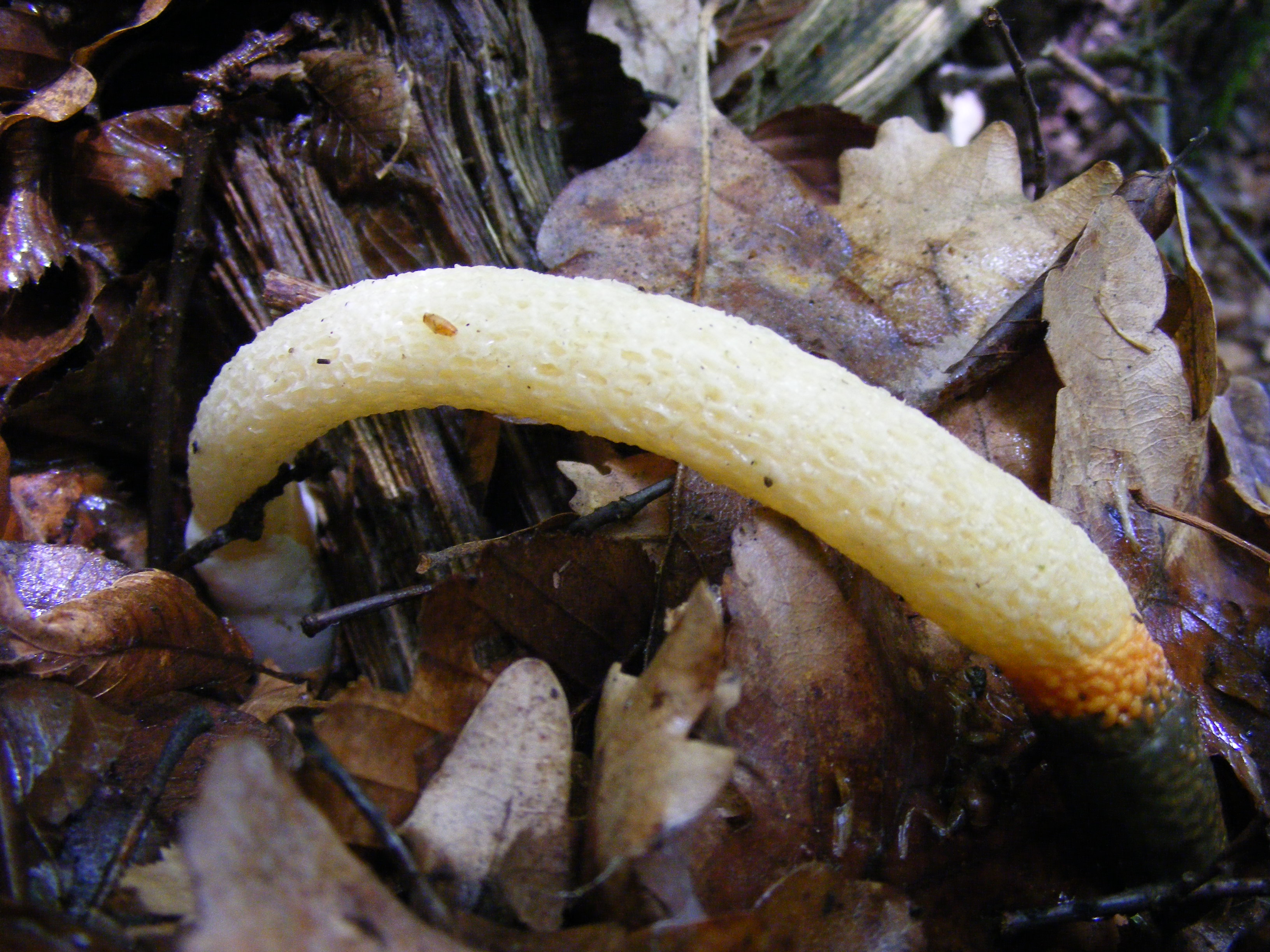